# Isaías Medina Angarita
Isaías Medina Angarita est un militaire et homme d'État vénézuélien, né à San Cristóbal le 6 juillet 1897 et mort à Caracas le 15 septembre 1953. Il est président de la république du Venezuela et 1941 à 1945 et précédemment ministre de la Guerre et de la Marine de 1936 à 1941.

## Présidence
Il légalise les partis politiques d'opposition (dont l'Action démocratique et le Parti communiste) et rétablit la liberté d'expression, met en place réforme agraire modérée, une première loi sur les hydrocarbure favorable à l’État et au détriment des multinationales et étend la Sécurité sociale. Il est renversé par un coup d'Etat civico-militaire associant le parti Action démocratique à des groupes militaires clandestins du major Marcos Pérez Jimenez.

## Hommages
Une paroisse civile de la municipalité de Bolívar dans l'État de Táchira porte son nom, la paroisse de Isaías Medina Angarita.